# Броз (Тарн)
Броз (фр. Broze) насеље је и општина у јужној Француској у региону Миди Пирене, у департману Тарн која припада префектури Алби.
По подацима из 2011. године у општини је живело 105 становника, а густина насељености је износила 26,12 становника/km². Општина се простире на површини од 4,02 km². Налази се на средњој надморској висини од 275 метара (максималној 285 m, а минималној 178 m).

## Демографија
| 1962. | 1968. | 1975. | 1982. | 1990. | 1999. | 2011. |
| ----- | ----- | ----- | ----- | ----- | ----- | ----- |
| 95    | 110   | 96    | 97    | 85    | 93    | 105   |

График промене броја становника у току последњих година